# Veritate
Veritate (14 Andromedae) – gwiazda w gwiazdozbiorze Andromedy. Jest to olbrzym, widoczny gołym okiem na niebie. Znajduje się około 250 lat świetlnych od Ziemi. Okrąża ją planeta pozasłoneczna o nazwie Spe (14 And b).

## Nazwa
Nazwa gwiazdy nie jest nazwą tradycyjną, ale została wyłoniona w publicznym konkursie w 2015 roku. Pochodzi ona z łaciny, jest to ablatyw słowa Veritas oznaczającego „prawdę”, oznacza zatem „tam gdzie jest prawda”. Nazwę tę zaproponowali członkowie Królewskiego Towarzystwa Astronomicznego w Kanadzie.

## Charakterystyka
Veritate jest żółtym lub pomarańczowym olbrzymem, reprezentuje późny typ widmowy G lub wczesny typ widmowy K.